# ران باتی
ران باتی (انگلیسی: Ron Batty; ۵ اکتبر ۱۹۲۵ – ۱۹۷۱ (۴۵−۴۶ سال)) بازیکن فوتبال اهل بریتانیا بود.
از باشگاه‌هایی که در آن بازی کرده‌است می‌توان به باشگاه فوتبال نیوکاسل یونایتد و باشگاه فوتبال گیتزهد اشاره کرد.